# Айземан, Паулин
Паулин Айземан (англ. Pauline Eizema; род. 4 сентября 1968) — нидерландский дипломат. Посол Нидерландов в Азербайджане (2020—2025).

## Биография
Родилась 4 сентября 1968 года. В 1993 году окончила Тилбургский университет. Магистр экономики. С 1991 по 1992 год обучалась в Болонском университете по специальности «экономика». В 1994 году окончила Европейский колледж (Брюгге) по специальности «европейская интеграция». Получила степень магистра по европейской интеграции.
С 1995 по 1998 год работала в департаменте европейской интеграции МИД Нидерландов. 
С 1998 по 2001 год являлась вторым секретарём по политическим вопросам посольства Нидерландов в Великобритании.
С 2001 по 2005 год являлась старшим советником по сокращению государственного долга и экономическому развитию департамента ООН и международных финансовых организаций МИД Нидерландов.
С 2005 по 2010 год являлась заместителем главы экономического отдела постоянного представительства Нидерландов при ООН (Нью Йорк).
С 2010 по 2014 год являлась заместителем посла Нидерландов в Сингапуре.
В 2015 году являлась главой отдела Персидского залива департамента Ближнего востока и Северной Африки МИД Нидерландов.
С 2015 по 2016 год являлась главой отдела департамента европейской интеграции МИД Нидерландов.
С 2016 по 2020 год являлась заместителем посла Нидерландов во Вьетнаме.
Посол Нидерландов в Азербайджане (18 ноября 2020 — 15 июля 2025).